# Microsoft
Microsoft Corporation (укр. Майкрософт Корпорейшн, Корпорація Майкрософт) — багатонаціональна з американським корінням корпорація комп'ютерних технологій зі 124 тис. працівників у 102 країнах (2017 р.), є найбільшою у світі компанією-виробником програмного забезпечення. Головний офіс розташований у корпоративному кампусі в Редмонді (Вашингтон, США).

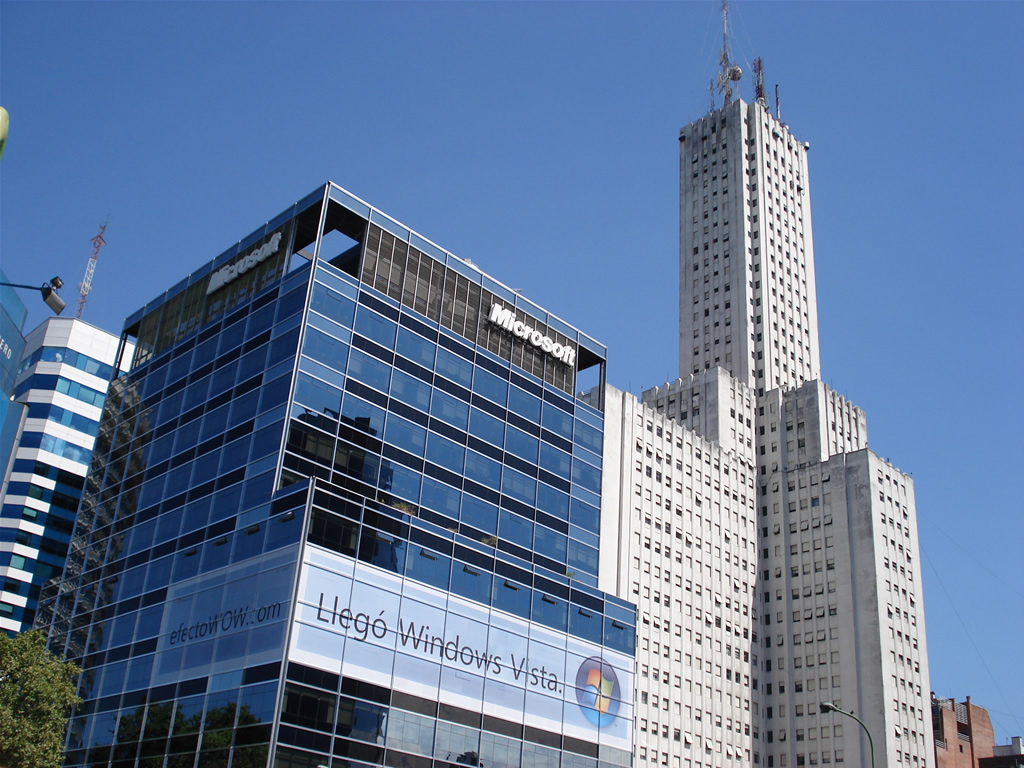
Штаб-квартира Майкрософт у Аргентині

Найпопулярнішими продуктами корпорації є операційні системи Microsoft Windows та офісний пакет Microsoft Office. Microsoft володіє значними компаніями в інших частинах ринку, як от кабельна телевізійна мережа MSNBC, інтернет-портал MSN і мультимедійна енциклопедія Microsoft «Encarta». Компанія також продає апаратне забезпечення, наприклад, комп'ютерні миші Microsoft, а також такі розважальні продукти, як Xbox, Xbox 360, Xbox One, Xbox Series X/S та MSN TV.
Назва «Microsoft» означає програми для мікрокомп'ютерів, що зараз часто зменшують до двох літер — МС (або англ. MS).
Компанію заснували 4 квітня 1975 року Білл Гейтс та Пол Аллен в місті Альбукерке, Нью-Мексико, щоб розвинути і продавати програмну мову BASIC для Altair 8800. Після буму ринку персональних комп'ютерів «АйБіЕм» (IBM PC) в середині 80-х років Microsoft, завдяки своєму контракту з IBM по випуску операційної системи MS-DOS, стала одним із лідерів ринку програмного забезпечення. Після цього компанія випустила акції на ринок, що зробило деяких працівників компанії мільйонерами. Ціна акцій підвищувалася постійно до початку 2000-х років. Microsoft Windows, яка спочатку була додатком до MS-DOS, стала найпоширенішою операційною системою у світі. Компанія продовжує експансію на телевізійний і розважальний ринки. Також Microsoft традиційно підтримує новинні групи Usenet і World Wide Web та нагороджує статусом Microsoft MVP визначних спеціалістів, що зробили значний внесок у розвиток технологій Microsoft.
Microsoft запровадила для своїх працівників Розробниково-центричну ділову культуру. Прикладом цього є принцип їсти їжу власної собаки, що застосовується в тестуванні нових продуктів компанії серед власних працівників. Також компанія підтримує Мережу розробників Microsoft (MSDN), щоб долучати до спільноти розробників поза компанією. Microsoft неодноразово звинувачували у монополізації: так, Міністерство юстиції США судило Microsoft за значні зловживання і додавання програм.
Гаслом «обійми, продовж і загаси» часто описують стратегію Microsoft на входження продукту на ринок з широким використанням різних стандартів, продовження їх використання з власними поліпшеннями, і потім використовуючи різниці відкидання конкурентів. Окрім того, Microsoft критикують за мережеву небезпечність програм. Компанія виграла декілька нагород, серед яких «Найбільш інноваційна компанія США» від журналу Fortune 1993 року. Входить до списку компаній Fortune 500.

## Історія
1975 рік — рік заснування Microsoft. Фактично фірма розпочала існування з того, що якось Гейтс і Аллен прочитали в журналі Popular Elerctonics про настільний комп'ютер Altair 8800, створений на основі процесора Intel 8080. Машина комплектувалася 4 кілобайтами пам'яті, а її виробник компанія MITS бажала придбати мову програмування, що дозволило б фахівцям працювати на Altair.
Пол і Білл негайно зв'язалися в MITS і повідомили, що в цей час мають відмінну версію мови Бейсік, якої у них ще не було. Однак, крім хитрощів, вони мали в розпорядженні три тижні, після яких повинна була відбутися зустріч із представниками MITS. За відведений час був складений інтерпретатор — хлопці зробили перший крок до багатомільйонних статків.
Спочатку справи у фірми йшли не дуже добре. Гейтс і Аллен та їхні соратники працювали цілодобово, але не мали в розпорядженні сил і засобів для створення такого геніального продукту. Можливостей (а може бути, і таланту) у той час вистачало лише на всілякі дрібниці: як приклад, були внесені удосконалення в Бейсік. Компанія не могла дозволити собі найняття менеджера зі збуту продукції; цим займалася мати Білла, пропонуючи програми Microsoft таким величезним корпораціям, як IBM і AT&T 1977.
11 квітня 1978 року Microsoft починає продаж своєї другої мови програмування — FORTRAN. Початок продажів третьої мови програмування COBOL-80 для мікропроцесорних систем 8080, Z-80 і 8085.
BASIC 8080 першим із програмних продуктів отримав премію ICP у мільйон доларів ($). Ця нагорода, вручена Полу, стає першою нагородою Microsoft. Microsoft представляє BASIC для комп'ютерних систем на мікропроцесорі 8086. Це перша резидентна мова високого рівня, що з'явилася для 16-бітних машин. З цього моменту починається значне поширення даного процесора.
25 червня 1975 року Microsoft стає приватною корпорацією, керівництво якої беруть на себе Білл Гейтс, голова правління, і Пол Аллен, виконавчий віце-президент. 2 серпня IBM представляє свій ПК, у якому використовується 16-бітна операційна система Microsoft — MS-DOS 1.0, а також BASIC, COBOL, Pascal й інші програмні продукти Microsoft Inc.
1 квітня 1982 року відкрито перше представництво по збуту і маркетингу в Європі, а також перше іноземне відділення компанії — у Великій Британії.
Вже у 1987 році міжнародні продажі досягають 48 % від усіх продажів програмного забезпечення Microsoft.
13 березня 1990 р. корпорація повідомляє про нарахування 100 % дивідендів по акціях.
2 квітня 1990 р. з'являється російська версія MS-DOS — першого програмного продукту, локалізованого для радянського ринку. Число іншомовних версій MS-DOS досягло 13. У 1990 році Microsoft представила пакет Microsoft Office, який поєднував окремі додатки, такі як Microsoft Word та Microsoft Excel.
У липні 1990 року на святкуванні 15-річчя компанії оголошено про річний доход у $1 млрд 18 млн. Microsoft стає компанією — лідером постачання програмного забезпечення, обсяг продажів якої перевищив $1 млрд у рік. Число працівників Microsoft на той час становило 5975 осіб.
Слідуючи «Пам'ятці про припливну хвилю Інтернет» Білла Гейтса від 26 травня 1995 року Microsoft почала переглядати свої пропозиції та розширювати свою продуктову лінійку в напрямку комп'ютерних мереж та Інтернету. Компанія випустила Windows 95 24 серпня 1995 року, в якій було представлено багатозадачність, абсолютно новий користувальницький інтерфейс з новою кнопкою запуску та 32-бітова сумісність,.
13 січня 2000 року Білл Гейтс передав посаду генерального директора Стіву Баллмеру, старому товаришеві Гейтса з коледжу та співробітнику компанії з 1980 року, створивши для себе нову посаду головного архітектора з програмного забезпечення. 25 жовтня 2001 р. Microsoft випустила Windows XP. Пізніше того ж року компанія випустила Xbox, вийшовши на ринок консолей відеоігор, де домінували Sony та Nintendo. У листопаді 2005 року було випущено другу відеоігрову консоль компанії — Xbox 360.
Гейтс звільнився з посади головного архітектора з програмного забезпечення 27 червня 2008 року. Рішення було оголошено в червні 2006 року, при чому він залишився на всіх інших позиціях, в тому числі й радника компанії по ключових проєктах,. Вступом компанії на ринок хмарних обчислень для Windows був запуск платформи Azure Services 27 жовтня 2008 року. Випущена в січні 2007 року наступна версія Windows Vista орієнтована на функціях, безпеці та на оновленому інтерфейсі користувача, який отримав назву Aero. Microsoft Office 2007, випущений у той же час, демонстрував користувацький інтерфейс Aero, що істотно відрізнявся від попередників. Продаж цих двох продуктів дозволив отримати рекордні доходи 2007 року. Поки індустрія смартфонів процвітала у 2007 році, Microsoft намагалася не відставати від своїх конкурентів Apple і Google у наданні сучасної операційної системи смартфонів. Як результат, у 2010 році Microsoft оновила стареньку флагманську мобільну операційну систему Windows Mobile, замінивши її новою ОС Windows Phone.
Після випуску Windows Phone Microsoft впродовж 2011 та 2012 років здійснила поступовий ребрендинг асортименту своєї продукції, логотипів, послуг та вебсайту корпорації, прийнявши принципи та концепції мови дизайну Metro (мова дизайну інтерфейсу, що використовувалась в ОС Windows Phone). Kinect, вбудований пристрій датчиків руху, виготовлений Microsoft і розроблений як контролер відеоігор, вперше представлений у листопаді 2010 року, був оновлений для випуску 2013 року консолі відеоігор Xbox One.
4 лютого 2014 року Стів Баллмер відійшов від посади Генерального директора Microsoft і його змінив Сатья Наделла, який раніше очолював відділ Microsoft Cloud and Enterprise. Того ж дня Джон В. Томпсон взяв на себе роль голови правління, замість Білла Гейтса, який продовжував працювати радником з технологій.
16 січня 2018 року компанія Microsoft закриває безкоштовні оновлення для Windows 8.1 з переходом до Windows 10. Відтепер Windows 8.1 не отримуватиме жодних значущих поліпшень і виправлень помилок — лише заплатки проти вразливостей, які будуть виходити ще п'ять років, до 2023 року.
Ринкова капіталізація Microsoft на початку 2021 року складала $1,7 трлн, у грудні 2021 року — $2,5 трлн. Експерти прогнозують, що Microsoft зможе випередити Apple і стати першою компанією з ринковою капіталізацією у понад $3 трлн вже у першій половині 2022 року.
Microsoft оголосила про припинення продовження ліцензії на софт російським компаніям після 30 вересня 2023 року. Крім того компанія зупинила продаж нових продуктів у Росії ще у 2022 році, після російського вторгнення в Україну. Також зазначалось, що компанія більше не може приймати платежі на місцевий банківський рахунок, як оплату за свої послуги у Росії. У РФ відреагували на рішення Microsoft агресивно та з купою звинувачень. Зокрема, місцеве МЗС заявило, що корпорація шкодить Росії.
В перших числах вересня 2024 року Microsoft почала відключати російські компанії від хмарних сервісів. Обмеження торкнулися М365, О365, EMS. За інформацією, що надходить, у консолі адміністрування статус підписок змінився на disabled.
28 лютого 2025 року Microsoft оголосила, що Skype припиняє свою роботу 5 травня 2025 року, щоб зосередитися на Microsoft Teams. Компанія заявила, що скорочення робочих місць у зв'язку з припиненням роботи не відбудеться.
4 квітня 2025 року Microsoft відсвяткувала своє 50-річчя.

### Реорганізація компанії
Відставка Майерсон дала старт серйозній реорганізації Microsoft. Корпорація створила дві нові команди інженерів. Одна з них сфокусувалася на дослідженнях того, як споживачі застосовують технології, а інша — на розробці хмарних сервісів і технологій ШІ для бізнесу.
Ці команди очолили два інших віце-президенти Microsoft. Раджеш Джа відповідатиме за поліпшення користувацького досвіду, а Скотт Гатрі — за розробку інноваційного програмного забезпечення для корпоративних клієнтів.
Аналітики відзначають, що зміни в керівництві і структурі Microsoft є спробою встигнути за змінами на ринку комп'ютерів, який все більше відходить від традиційних ПК. Крім того, реорганізація може призвести до скорочення витрат.

#### 2024
В липні 2024 року Microsoft продовжила масові скорочення працівників по всьому світу. Цей крок підкреслив складнощі, з якими зіткнулася Microsoft в умовах поточного економічного середовища. Ці звільнення розпочалися слідом за попередніми скороченнями, які вже зачепили тисячі працівників у червні 2024 року, включаючи тих, хто працював над проєктами HoloLens 2, Azure for Operators, а також у відділах Mission Engineering. Це також відбувається після значних скорочень у підрозділах Activision Blizzard та Xbox.
Протягом 2024 року Microsoft провела дві великі хвилі звільнень: у січні було скорочено 1900 співробітників Activision Blizzard та Xbox, а у вересні — ще 650 осіб. Також було закрито чотири ігрові студії: Arkane Austin, Tango Gameworks, Alpha Dog Games та Roundhouse Games.

#### 2025
У грудні 2024 – січні 2025 року було остаточно закрито філії Microsoft у 13 російських містах, включно з Москвою, Санкт-Петербургом, Єкатеринбургом, Новосибірськом, Владивостоком і Краснодаром, - про це повідомлено в корпоративному звіті Microsoft, опублікованому 7 березня 2025 року.
В січні 2025 року корпорація Microsoft розпочала нову хвилю звільнень своїх працівників. Згідно повідомлення видання Business Insider, керівництво Microsoft планує звільнити «невелику кількість співробітників», причому це не той 1 % «неефективних співробітників», про який повідомлялося раніше. Точна кількість робочих місць, що скорочуються, не вказується, але заявлено, що найбільше хвиля торкнеться ігрових підрозділів, зокрема внутрішніх студій Xbox.
З 8 квітня, як повідомило агентство Reuters, корпорація Microsoft припиняє свої операції в Китаї та звільняє персонал із аутсорсингової компанії Wicresoft. З посиланням на китайське ЗМІ Caijing, це призведе до звільнення близько 2000 співробітників.
На початку липня 2025 року компанія Microsoft оголосила про скорочення близько 9000 співробітників, що становить менше ніж 4 % від загальної кількості працівників компанії, що налічує близько 228 000 осіб. Це вже третя хвиля звільнень у 2025 році, внаслідок якої з травня було звільнено понад 15 тисяч осіб.

## Сфера діяльності компанії
Програма Microsoft Imagine Academy є міжнародною програмою підготовки ІТ-фахівців в загальноосвітніх, вищих і профільних навчальних закладах, яка надає доступ до передових ІТ-курсів і сертифікації. Програма Microsoft Imagine Academy надає комплексне рішення для отримання ІТ-знань для студентів і викладачів.
Одним з провідних сфер діяльності компанії є хмарний сервіс, в рамках якого були створені сервіси Office 365, Dynamic 365 і Azure.
Компанії Microsoft і Disney створюють контент за допомогою хмарних сервісів, Два гіганта підписали договір про співпрацю на п'ять років. Головна мета — поліпшити методи створення контенту. Робочою площадкою для компаній став StudioLAB студії Walt Disney. Всі робочі процеси будуть відбуватися на хмарній платформі Azure.
Сьогодні Microsoft зосереджена на наданні своїм клієнтам допомоги в проведенні цифрової трансформації. Для цього застосовують такі інструменти, як «хмара» і ШІ.
Компанія Peloton і Microsoft розробили цифрову платформу для аналізу даних про нафтові свердловини і видобуток.
У січні 2022 році Microsoft відзначили, що налаштовані прискорити зростання ігрового бізнесу на мобільних пристроях, ПК, консолях, а також надавати основу для ігор в метавсесвіті. Також Microsoft оголосили про купівлю одного з найбільших виробників відеоігор Activision Blizzard за 68,7 млрд — це рекорд в ігровій індустрії. Злиття Microsoft з Activision Blizzard, згідно повідомлення The Verge, буде завершено 13 жовтня 2023 року.
У вересні 2024 року, корпорація Microsoft оголосила про партнерство з Atom Computing для створення найпотужнішого у світі квантового суперкомп’ютера. Нова система стане кроком у розвитку обчислювальної платформи Azure Quantum і буде доступною для комерційного використання. Новий квантовий комп’ютер інтегруватиме систему квантових обчислень на нейтральних атомах Atom Computing в екосистему віртуалізації кубитів (квантових бітів) Microsoft Azure Quantum.

### Інвестування
На початку січня 2025 року, як повідомило агентство Reuters, Генеральний директор Microsoft Сатья Наделла повідомив, що компанія Microsoft інвестує $3 млрд з метою підтримки розвитку хмарного сервісу Azure і розширення можливостей та потужності ШІ (AI) в Індії.

## Цифрова трансформація
Останні десять років Microsoft як світовий лідер в IT пройшов свій власний шлях цифрової трансформації.
Компанія поставила надійність і захищеність власних платформ, що використовуються для надання хмарних послуг своїм замовникам, в число головних завдань.
Успіх цифрової трансформації лежить в площині тісної партнерської взаємодії з командою замовника, побудованій на довірі й глибокому розумінні бізнес-пріоритетів.
Для більшості компаній цифрова трансформація — привід для оптимістичних прогнозів. Проведене дослідження Microsoft показало, що більшість керівників компаній впевнені в тому, що нові технології лише покращують їх роботу (83 % від усіх респондентів). І лише 7 % розглядають інновації загрозою стабільності бізнесу. Найбільш оптимістичним налаштованим виявився фінансовий сектор, який вже спостерігає позитивний ріст від використання ІТ.

## Бізнес-культура
Microsoft часто характеризують тим, що її бізнес-культура побудована навколо робітників. Величезна кількість грошей і часу щороку витрачається на рекрутинг молодих розробників ПЗ, навчених в університетах, і їх склад в компанії.

Прагнучи привернути увагу та залучити кращих, Microsoft починає з роботи з учнями старших класів школи. Зокрема, щоб залучити більше жінок в галузь, компанія регулярно проводить дні DigiGirlz і літні табори для старшокласників.

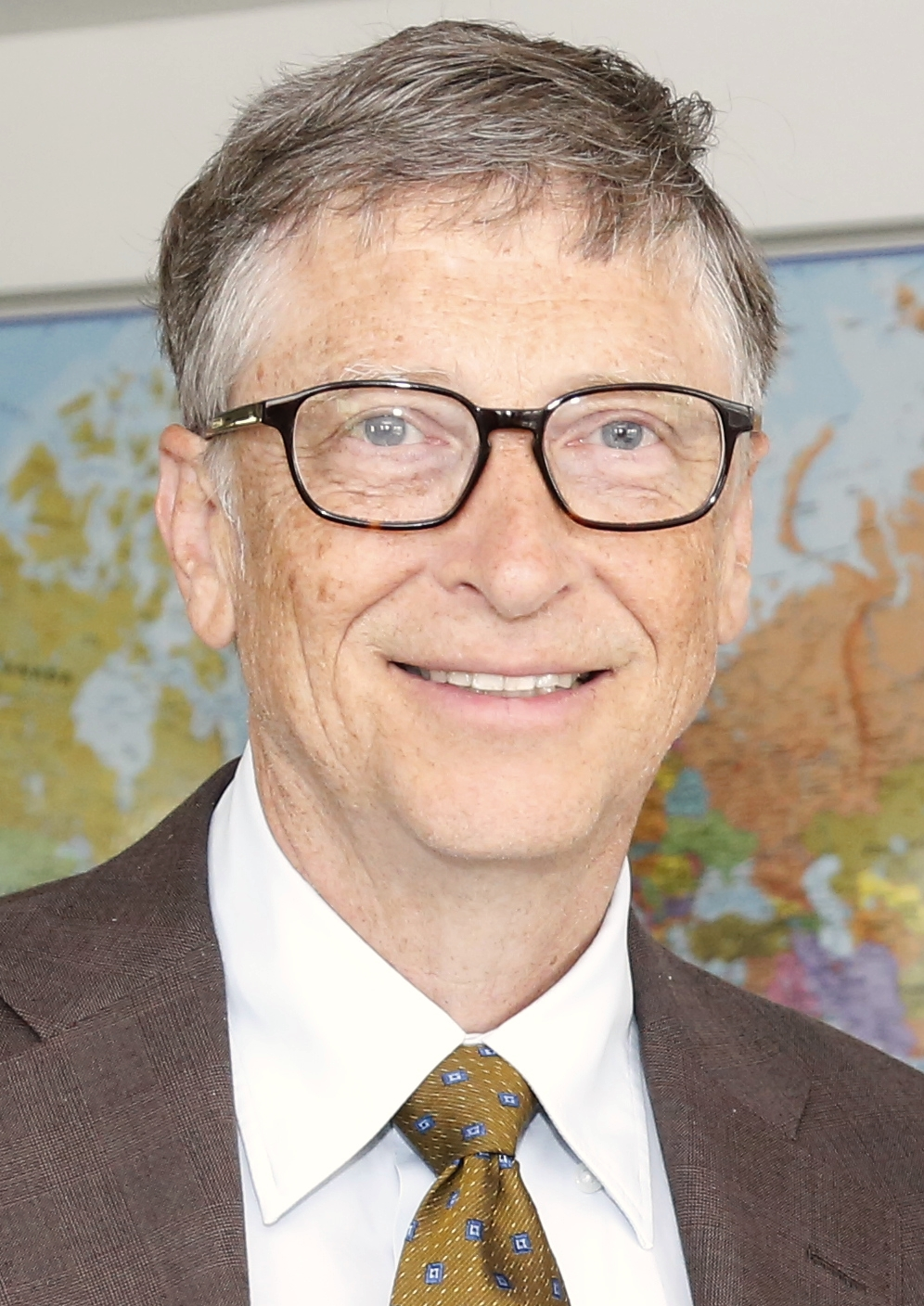
Білл Гейтс

Щоб відібрати потрібних людей і дати їм можливість краще пізнати майбутнього роботодавця в Microsoft використовують ряд спеціальних прийомів. Так, кандидати, потрапляючи в головний офіс компанії, опиняються в спеціальній зоні, яка називається «Відчуй Microsoft» (англ. Experience Microsoft). У цій зоні можна познайомитися з технологічними новинками Microsoft і демонструються ролики, в яких співробітники розповідають про свій досвід. У фоє спеціально для кандидатів встановлені ігрові приставки Xbox і планшети Microsoft Surface зі спеціальними програмами.
Також ключові рішення на всіх рівнях приймають розробники або колишні розробники.
2013 року Microsoft посіла 75-те місце в рейтингу 100 кращих роботодавців США.
Плинність кадрів в компанії складає 8 %. Кількість резюме на вакансію — 1 млн 300 тис. У Microsoft існує практика надання повністю сплаченої довгострокової відпустки (саббатікал). Надається 100 % медична страховка. Оплачується карта в спортклуб. Є можливість працювати віддалено.
18 вересня 2023 року, після 19 років роботи в Microsoft, звільнився Панос Панай, директор з продуктів Microsoft, який очолював розробку Windows 11 та лінійку Surface.

### GLEAM
Компанія Microsoft активно підтримує гомосексуальних, бісексуальних та трансгендерних людей, 15 років існує відповідна внутрішньокорпоративна профспілка GLEAM (Gay, Lesbian, Bisexual and Transgender Employees at Microsoft), до складу якої входить понад 700 членів.

### Благодійність
У США Microsoft фінансує кілька національних політичних інститутів, зокрема American Enterprise Institute, Cato Institute, Центр стратегічних і міжнародних досліджень і фонд «Спадщина». У різних країнах світу, в тому числі в Україні, діє програма Microsoft Software Donation, спрямована, за даними офіційного сайту компанії, на безкоштовне надання програмного забезпечення неурядовим організаціям (так званим некомерційним організаціям або NGO).
Microsoft з 2006 року є платиновим спонсором гей-параду в Сієтлі.

## Критика
Корпорація стежить за реальними і потенційними конкурентами (насамперед за поширенням систем Linux), намагаючись зберегти свою монополію, застосовуючи при цьому різні методи тиску.
Microsoft критикують за непрозору розробку більшості продуктів, що було причиною декількох судових розглядів. Здобув популярність судовий позов Google проти Microsoft, метою якого було отримання Google відомостей про систему пошуку Windows Vista і інших даних, необхідних для розробки Google Desktop для Windows Vista, однією з функцій якого є індексація і пошук файлів.
Internet Explorer з'явився пізніше, ніж аналогічні продукти деяких конкурентів (наприклад, Netscape Navigator). Проте, Microsoft активно витісняла сторонні браузери, вставляючи в свій Internet Explorer закриті технології, які не підтримуються більш ніде, такі як ActiveX, специфічні функції JavaScript та інші. Крім того, Internet Explorer до версії 7.0 мав недокументовані особливості реалізації, які приводили до необхідності неінтуітивної підгонки верстальниками коду розмітки сторінок під IE. Це призвело до того, що творці сайтів змушені були забезпечувати коректну роботу своїх сайтів в IE навіть на шкоду коректності роботи в інших браузерах. Існували й, можливо, існують досі сайти, що працюють виключно в Internet Explorer. Сайти, які розробляли виключно за стандартами W3C, можуть відображатися некоректно в версії IE8.
Неодноразово звинувачувалась у монополізації ринку операційних систем та некоректному поводженні із конкурентами.

## Вироби
Виробляє широкий набір програмних і апаратних продуктів. Найпопулярніші — операційна система Microsoft Windows, веббраузер Internet Explorer, пакет офісних програм Microsoft Office, інструментарій розробника Visual Studio. У березні 2021 року Microsoft представила платформу для взаємодії людей в доповненій або віртуальній реальності Mesh. У листопаді компанія оголосила про створення власного метавсесвіту на основі Mesh.

## Показники діяльності
| Рік  | Дохід, млрд дол. США | Чистий дохід, млрд дол. США | Активи, млрд дол. США | Кількість працівників |
| ---- | -------------------- | --------------------------- | --------------------- | --------------------- |
| 2005 | 39,788               | 12,254                      | 70,815                | 61 000                |
| 2006 | 44,282               | 12,599                      | 69,597                | 71 000                |
| 2007 | 51,122               | 14,065                      | 63,171                | 79 000                |
| 2008 | 60,420               | 17,681                      | 72,793                | 91 000                |
| 2009 | 58,437               | 14,569                      | 77,888                | 93 000                |
| 2010 | 62,484               | 18,760                      | 86,113                | 89 000                |
| 2011 | 69,943               | 23,150                      | 108,704               | 90 000                |
| 2012 | 73,723               | 16,978                      | 121,271               | 94 000                |
| 2013 | 77,849               | 21,863                      | 142,431               | 99 000                |
| 2014 | 86,833               | 22,074                      | 172,384               | 128 000               |
| 2015 | 93,580               | 12,193                      | 174,472               | 118 000               |
| 2016 | 91,154               | 20,539                      | 193,468               | 114 000               |
| 2017 | 96,571               | 25,489                      | 250,312               | 124 000               |
| 2018 | 110,360              | 16,571                      | 258,848               | 131 000               |
| 2019 | 125,843              | 39,240                      | 286,556               | 144 106               |
| 2020 | 143,015              | 44,281                      | 301,311               | 163 000               |

Станом на жовтень 2021 року компанія Microsoft стала найбагатшою публічною компанією у світі. Її вартість оцінюють у приблизно $2,5 трлн.
На початку січня 2024 року та на початку лютого Microsoft випереджала Apple, як найдорожчу публічну компанію світу за ринковою вартістю. Ціна акцій Apple впала лише на 1 %, що дозволило Microsoft трохи випередити Apple з вартістю $2,87 трлн 11 січня та $3,124 трлн 11 лютого.
В січні 2025 року, згідно щорічного дослідження Brand Finance Global 500, вартість Microsoft (порівняно з 2024 роком), зросла на 35 % – до $461,1 млрд.

## Антимонопольні санкції
В червні 2024 року Європейський Союз звинуватив Microsoft у тому, що об’єднання комунікаційного додатку Teams із підписками на Office 365 і Microsoft 365 порушує антимонопольне законодавство ЄС. Це перша антимонопольна претензія до техногіганта за останні 15 років.
Microsoft також стала відповідачем у позовах антимонопольної комісії ЄС і конкурентів. В результаті компанія випустила такий продукт, як Windows N без Windows Media Player, який вважається безкоштовним доповненням до дистрибутиву Windows.
Наприкінці грудня 2024 року, Федеральна торгова комісія США (FTC) розпочала розслідування щодо Microsoft у зв'язку з її «практикою комплектації», яка може порушувати антимонопольне законодавство. Перевірка послідувала за звітом ProPublica, де детально розповідається про те, як Microsoft розширила свій бізнес з урядом США, об'єднавши програмне забезпечення Office з кібербезпекою та хмарними сервісами. Цей крок, як повідомляється, допоміг Microsoft отримати велику частку федеральних контрактів, усунувши конкурентів.

## Конкурентна боротьба
21 червня 2023 року, згідно повідомлення CNBC, Google звинуватила Microsoft в антиконкурентних діях на ринку хмарних сервісів та в кіберзагрозі для національної безпеки США. Юристи Google надали Федеральній торговій комісії США докази, що Microsoft за допомогою своїх продуктів Windows Server і Microsoft Office створює перешкоди великій кількості клієнтів при використанні будь-яких інших продуктів, які не входять до хмарної інфраструктури Azure. Коаліція за справедливе ліцензування програмного забезпечення (CFSL) підтвердила Федеральній торговій комісії США, що Microsoft не дає клієнтам вибирати інших хмарних провайдерів. Також вони стверджують, що Microsoft обмежує можливості інтеграції конкуруючих сервісів і встановлює свої продукти за замовчуванням.
На початку липня 2024 року компанія Microsoft повідомила своїм співробітникам у Китаї, що з вересня поточного року вони повинні використовувати для роботи та для автентифікації під час входу в системи компанії виключно iPhone. При цьому від Android-гаджетів доведеться відмовитися, оскільки стороннім джерелам Microsoft не довіряє, відповідно компанії нічого не залишається, окрім як будувати екосистему авторизації на базі пристроїв Apple. Те ж саме відбувається зараз і на підприємствах компанії Microsoft в Гонконзі.

## Microsoft та судові процеси

### Європейський Союз проти Microsoft
Справа пов'язана з позовом Європейської комісії Європейського Союзу проти компанії Microsoft за зловживання своїм домінуючим становищем на ринку у відповідності з антимонопольним законодавством. Справа почалася у 1993 році з позову фірми «Новелл» проти ліцензійної політики компанії Microsoft. Після суду опублікували деяку інформацію, що стосується серверних продуктів компанії Microsoft і випустити версію Microsoft Windows, що не включає як обов'язковий компонент програвач медіа-файлів Windows Media Player.

### Порушення патентних прав IPA Technologies
10 травня 2024 року Федеральне журі Середньо-Атлантичного штату Делавер (США) заявило, що компанія Microsoft повинна виплатити власнику патенту IPA Technologies $242 млн. Ця заява послідувала після того, як було встановлено, що програмне забезпечення віртуального помічника Microsoft Cortana порушує патент IPA. IPA Technologies, дочірня компанія патентно-ліцензійної фірми Wi-LAN, подала позов проти Microsoft ще у 2018 році, звинувативши її в порушенні кількох патентів щодо розробки персональних цифрових помічників та голосової навігації за даними. Пізніше справу було зведено до звинувачення у порушенні лише одного патенту. За словами представників IPA, технологія, патент на яку було порушено, була ключовою у створенні віртуального помічника Microsoft Cortana.

### Дискримінація працівників Microsoft
3 липня 2024 року, компанія Microsoft погодилася виплатити $14,4 млн для вирішення справи, в якій її звинувачують у дискримінаційних практиках щодо працівників у Каліфорнії, які використовували захищені соціальні відпустки, наприклад, відпустку для догляду за дитиною, батьківські відпустки, відпустки з інвалідності та відпустки у зв'язку з вагітністю. За повідомленням департаменту громадянських прав США, працівники, які користувалися захищеною відпусткою, отримували менші бонуси й негативні оцінки роботи, що завдало шкоди їхнім можливостям отримати підвищення, акції компанії та просування по службі. Також стверджується, що Microsoft не зробила достатніх заходів для запобігання дискримінації, яка призвела до змін кар'єрного розвитку жінок, людей з інвалідністю й інших працівників.

## Microsoft в Україні
З 2003 року в Україні діє компанія ТОВ «Майкрософт Україна», до завдань якої входить розвиток ринку програмного забезпечення та просування продуктів Microsoft, підтримка партнерів та замовників, а також локалізація новітніх технологій корпорації та реалізація соціальних проєктів на території України.
З лютого 2019 року представництво «Microsoft» в Україні очолив новий генеральний директор Ян Пітер де Йонг. Ян Пітер відповідає за стратегічне зростання, трансформацію українських клієнтів та партнерів, а також посилений фокус на цифровізацію країни.
2009 року Україна стала учасницею Програми урядової безпеки Microsoft (Government Security Program). В рамках програми компетентні органи отримують доступ до коду операційної системи Microsoft, а також до технічної документації та консультацій фахівців.
У березні 2012 року ряд продуктів Microsoft отримали сертифікати Державної служби спеціального зв'язку та захисту інформації України, що підтверджує їхню відповідність вимогам технічного захисту інформації в державі.
Під час хакерської атаки на сайти держустанов України в 2022 році MSTIC (Центр аналізу загроз корпорації Microsoft) виявив докази деструктивної операції шкідливого ПЗ, націленої на кілька організацій в Україні. Це шкідливе ПЗ вперше з'явилося на комп'ютерах-жертвах в Україні 13 січня 2022 року.